# Phường 4, Tân An
Phường 4 là một phường thuộc thành phố Tân An, tỉnh Long An, Việt Nam.

## Địa lý
Phường 4 có vị trí địa lý:
- Phía đông giáp Phường 3, Phường 7 và xã An Vĩnh Ngãi
- Phía tây giáp Phường 6
- Phía nam giáp phường Khánh Hậu và phường Tân Khánh
- Phía bắc giáp Phường 1 và Phường 6.

Phường 4 có diện tích 5,52 km², dân số năm 2022 là 18.371 người, mật độ dân số đạt 3.328 người/km².

## Hành chính
Phường 4 được chia thành 8 khu phố: Bình Cư 1, Bình Cư 2, Bình Yên Đông 1, Bình Yên Đông 2, Bình Yên Đông 3, Bình Quân 1, Bình Quân 2, Bình Quân 3.

## Lịch sử
Năm 1976, thành lập Phường 4 thuộc thị xã Tân An trên cơ sở một phần của xã Bình Lập của quận Bình Phước (huyện Châu Thành hiện nay).
Ngày 24 tháng 8 năm 2009, Chính phủ ban hành Nghị quyết số 38/NQ-CP về việc thành lập thành phố Tân An thuộc tỉnh Long An. Phường 4 trực thuộc thành phố Tân An.